# L’Isle-Arné
L’Isle-Arné (gaskognisch L’Isleta e Arnès) ist eine französische Gemeinde mit 187 Einwohnern (Stand 1. Januar 2022) im Département Gers in der Region Okzitanien; sie gehört zum Arrondissement Auch und zum Gemeindeverband Coteaux Arrats Gimone. Die Bewohner nennen sich L’Ilois/L’Iloises. 

## Geografie
L’Isle-Arné liegt rund 15 Kilometer ostsüdöstlich der Stadt Auch im Südosten des Départements Gers. Die Gemeinde besteht aus dem Dorf L’Isle-Arné, dem Weiler Castanet, wenigen Häusergruppen sowie Einzelgehöften. Der Arrats bildet teilweise die westliche Gemeindegrenze. Die Gemeinde liegt wenige Kilometer südlich der N124.

## Geschichte
Im Mittelalter lag der Ort in der Grafschaft Haut-Armagnac, die ein Teil der Provinz Gascogne war. Die Gemeinde gehörte von 1793 bis 1801 zum District Auch, zudem lag L’Isle-Arné von 1793 bis 2015 im Wahlkreis (Kanton) Gimont. Die Gemeinde ist seit 1801 dem Arrondissement Auch zugeteilt. Im Jahr 1821 wurde die bis dahin eigenständige Gemeinde L’Ile-sur-Imonde (1821: 137 Einwohner) in die Gemeinde L’Isle-Arné eingegliedert.

## Bevölkerungsentwicklung
| Jahr                       | 1962 | 1968 | 1975 | 1982 | 1990 | 1999 | 2006 | 2014 | 2020 |
| Einwohner                  | 115  | 108  | 101  | 101  | 83   | 82   | 111  | 176  | 193  |
| Quellen: Cassini und INSEE |      |      |      |      |      |      |      |      |      |

## Sehenswürdigkeiten
- Schloss Arné mit Schlosskapelle
- Kirche Saint-Jean-Baptiste
- Denkmal für die Gefallenen[1]
- zahlreiche Wegkreuze und eine Madonnenstatue

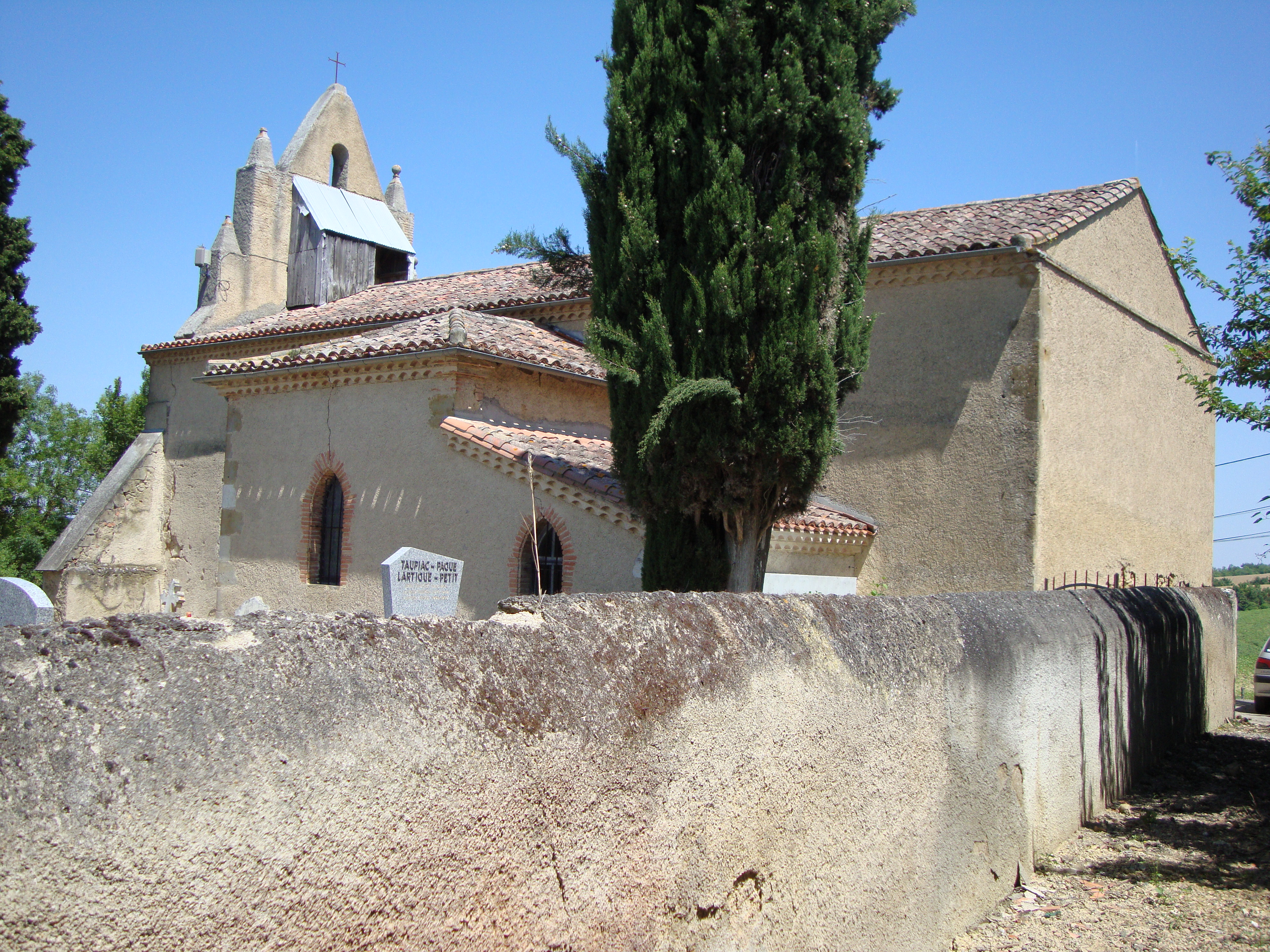
Kirche Saint-Jean-Baptiste
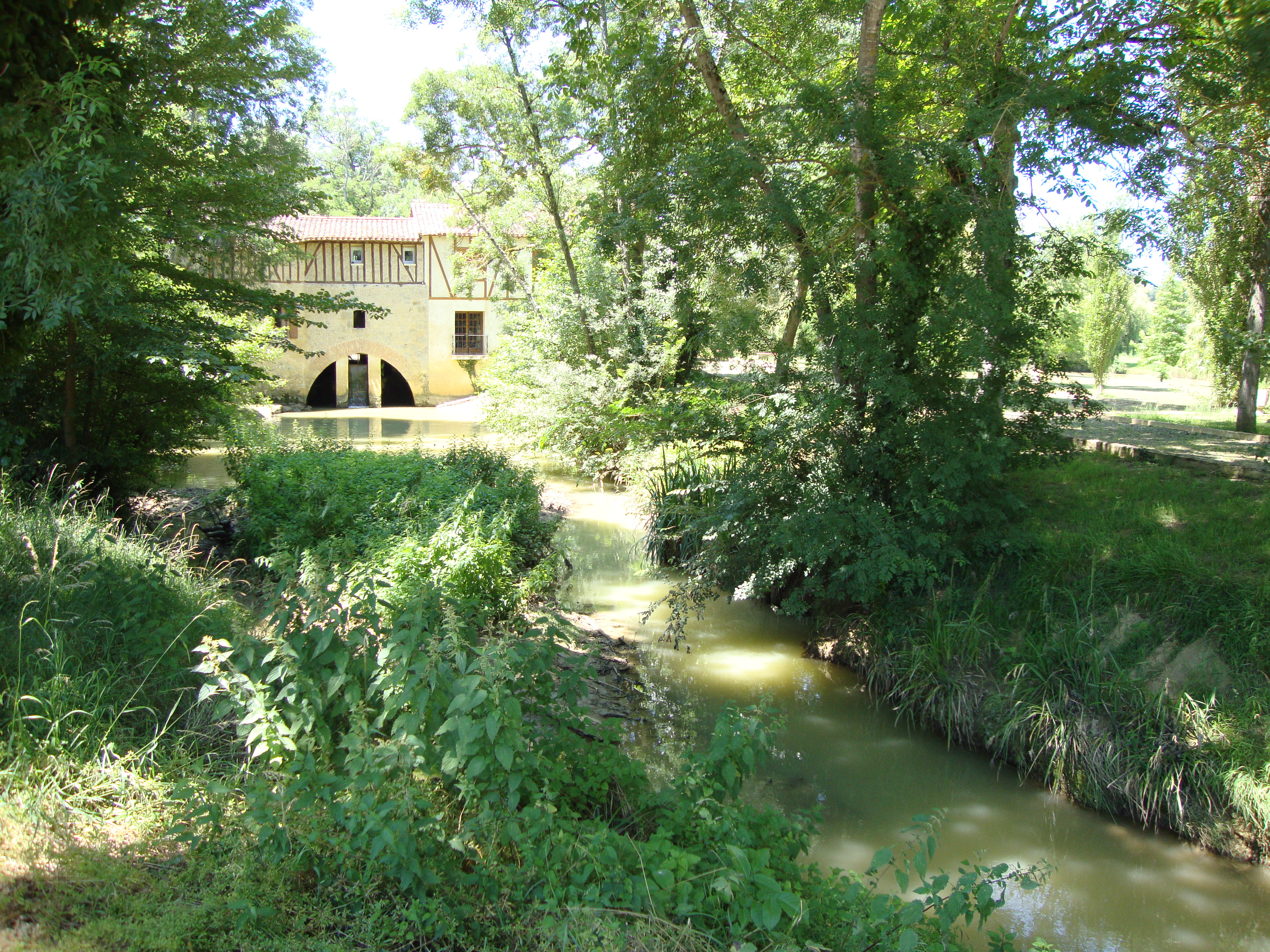
Mühle am Seitenarm des Arrats
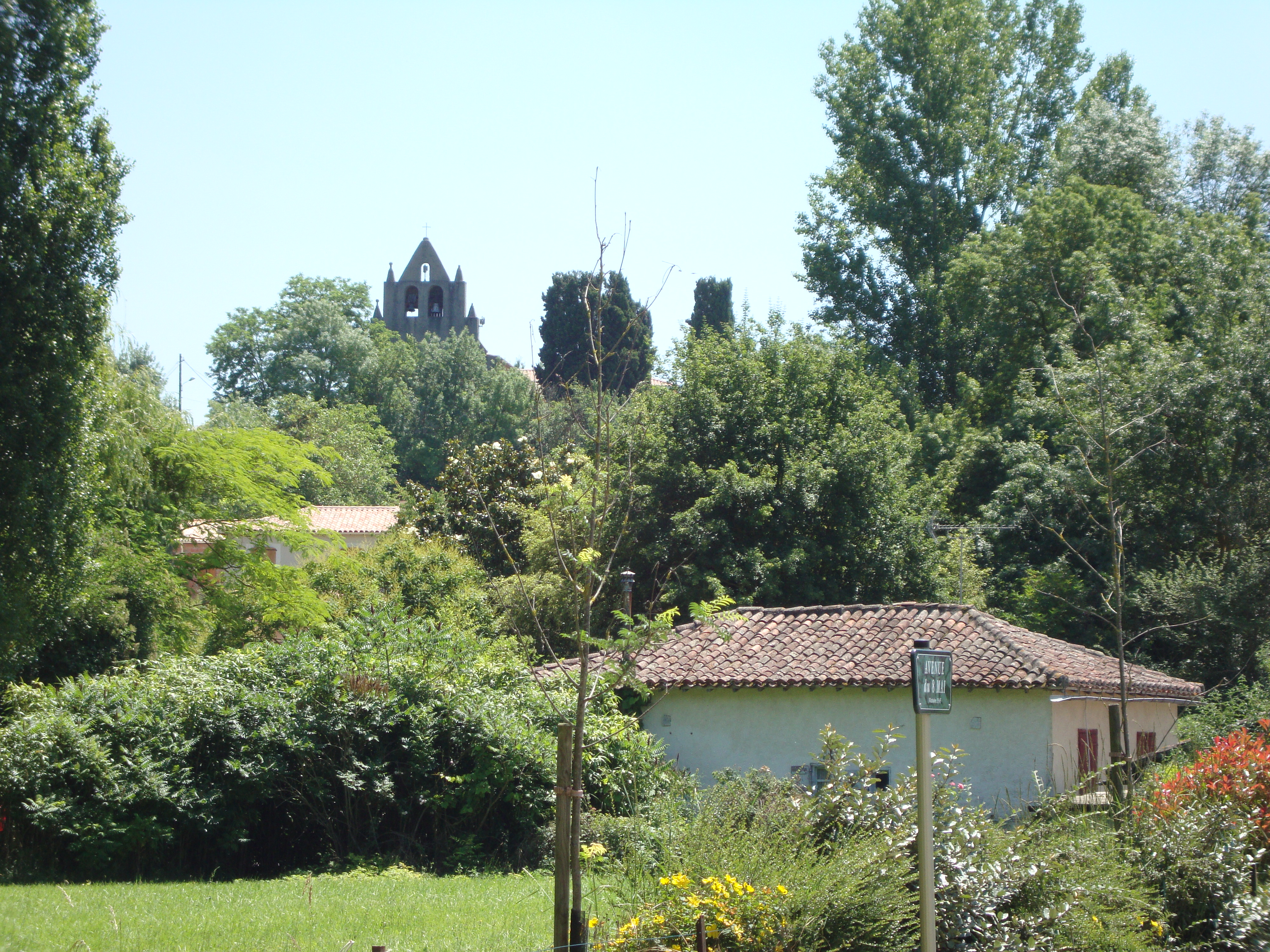
Teilansicht des Dorfes